# Промысловка
Промысловка — село в Лиманском районе Астраханской области России, административный центр Промысловского сельсовета.
Население - 1654 (2011)

## История
Основано во второй половине XVIII века. На месте села сначала были болота, камыши. На островки посреди них стали выселять ссыльных. Первым сюда был сослан атаман Чернышев Михаил. Название села произошло от того, что оно было основано на ерике Промысловом
Также было известно как станица Промысловая (Харахусы).
В 1859 году согласно списку населённых мест Астраханской губернии в станице Промысловой (Харахусы) проживало 418 душ мужского и 422 женского пола. В станице имелась церковь. При станице располагалась зимняя ставка Харахусовского улуса.
В августе 1920 года с центром в селе Промысловка был образован Промысловский сельский Совет в составе Яндыковской волости Астраханского уезда Астраханской губернии. 2 ноября 1920 года бывшее село Промысловка включено в состав Автономной области калмыцкого народа. В июле 1925 года включено в состав Бирючекосинского района Астраханского уезда Астраханской губернии. В мае 1927 года село вновь передано Калмыцкой автономной области (1936 года — Калмыцкой АССР). В годы коллективизации был организован колхоз «Общий труд».
В 1944 году в связи с депортацией калмыцкого народа и ликвидацией Калмыцкой АССР село вошло в состав Лиманского района Астраханской области.

## Общая физико-географическая характеристика
Село расположено на юге Лиманского района, в пределах Западной ильменно-бугровой равнины, являющейся частью Прикаспийской низменности, на высоте 23 метра ниже уровня мирового океана, при ильмене Сабул. Особенностью местности является распространение вытянутых в субширотном направлении так называемых бэровскими буграми. Почвы бурые солонцеватые и солончаковые. Почвообразующие породы - пески.
По автомобильной дороге расстояние до областного центра города Астрахани составляет 120 км, до районного центра посёлка городского типа Лиман — 9 км.
Климат
Климат резко-континентальный, крайне засушливый (согласно классификации климатов Кёппена-Гейгера — Bsk). Среднегодовая температура воздуха положительная и составляет + 10,4 °C, средняя температура самого холодного месяца января - 4,7 °C, самого жаркого месяца июля + 25,1 °C. Расчётная многолетняя норма осадков — 236 мм. Наименьшее количество осадков выпадает в феврале (12 мм), наибольшее в июне (28 мм)
Часовой пояс
Промысловка находится в часовой зоне МСК+1. Смещение применяемого времени относительно UTC составляет +4:00.

## Население
| 1859 | 1904 | 1914 |
| ---- | ---- | ---- |
| 840  | 1969 | 3487 |

| 2002 | 2010  | 2011  |
| ---- | ----- | ----- |
| 1615 | ↘1453 | ↗1654 |

Согласно результатам переписи 2002 года большинство населения посёлка составляли русские (57 %)

## Известные жители и уроженцы
- Дедов, Фёдор Иванович (1907—1977) — Герой Социалистического Труда.